# 張崇基
張崇基（英語：Andrew Cheung Shung Kei，1969年11月15日—），香港男歌手，曾與胞弟張崇德組成「基會難德」，主要翻唱中外歌手的歌曲。

## 背景

### 早年生活
張崇基早年在新界沙田大圍及美孚新邨成長，就讀民生書院小學和民生書院（與彭羚為同班同學），在校時是游泳校隊成員和合唱團成員，又參加校內外的歌唱比賽，讀書成績較差，惟音樂科的表現優良。他後來於香港一所至今仍然開辦的私校升讀中六預科，再於中七畢業才到加拿大，在1989年至1993年決定於滑鐵盧大學修讀當年社會流行的電腦科學學士學位，副修音樂。當時張氏一家移民加拿大多倫多生活。讀高中至大學期間，他們二人在當地的歌唱比賽獲得多個獎項，而且在華人超級市場和薄餅店當兼職員工，負責搬運貨物及製作薄餅。在校方安排下學生半工讀的情況下，張崇基每年都花一個學期在微軟工作，一個學期讀書。

### 事業發展
1993年，他原先計劃在渥太華的電訊公司 Bell-Northern Research（BNR）工作，基於掛念香港的朋友，加上想短暫度假，他與弟弟張崇德回港跟他們團聚，再留在加拿大發展事業。適逢TVB第十二屆新秀歌唱大賽登出廣告，兄弟二人組成二重唱組合參加，憑著「認錯」一曲獲得冠軍。不久，無綫電視打算安排他們主唱日本動畫香港版主題曲《龍珠94》，而1990年代華星唱片藝人與製作部高層陳欣健起初認為二重唱在港有發展潛力，所以在很短時間內為二人籌備了唱片《新.生.日》。陳本人則在推出此專輯前跳槽，促使陳的繼任人以低調、缺乏足夠宣傳的方式推出《新.生.日》。
雖然華星高層嘗試在旗下歌手之間製造分化或故意減少投放資源（如不提供藝人褓姆車接送權利）以提高工作效率，張氏兄弟仍在1994年度的樂壇頒獎禮上獲得數個組合獎項。後續的結果是該班華星高層被解僱，張氏兄弟逐漸把工作重心轉移至幕後。因發覺香港二重唱在港的音樂發展不大，張崇基便決定從事幕後工作，通過無綫電視配樂組人員招募成為自由身配樂指導。負責過的項目計有為劇集《真情》製作配樂、為廣告剪接背景音樂等。同期廣告界亦邀請他製作廣告音樂，包括阿華田、中華電力、One2Free等廣告。
張崇基於1996年約滿華星唱片；其時公司沒有留意找他續約，因此他不需要履行餘下的2年生約，轉為簽約台灣現代派唱片。為增加收入，他於1990年代末加入香港華納唱片藝人與製作部，協助籌備唱片事宜。還到台灣推出唱片兼參與綜藝節目。至1998年現代派唱片倒閉，張崇基回港繼續任職華納藝人與製作部。2002年7月，兄弟二人在伊利沙伯體育館，舉行他們入行9年以來首個演唱會《二人之重唱演唱會2002》，全場座無虛席。2005年，東亞娛樂為他們在紅磡體育館舉行一場演唱會《基會難德》，門票全部售罄。現時不但活躍於音樂演出，還主力打理其香港滑水學校業務。
2021年12月31日和2022年1月1日，張崇基和張崇德兄弟於除夕跨年、元旦舉行一連兩場《2021最後的基會難德演唱會》，兩兄弟認為是一個完美結局。崇德指多年來沒大公司支持下，仍可舉辦到第十次演唱會且全場爆滿已感到對自己有交代。張崇基數日後將舉家返加拿大生活。因為他是加拿大公民，只需居家檢測3天。

### 其他資料
張崇德與張崇基兩兄弟從小各有各唱歌，從未試過合組參賽。1993年的無綫電視第十二屆新秀歌唱大賽是他們首次合作組成一隊參與的比賽。另外，張氏兄弟曾於節目《兄弟幫》中提到二人嘗試過用一些組合名稱往樂壇發展，但是因為幾乎沒有一個名字組合能夠令人記得，所以他們都是用回自己的真正名稱。他們用過的組合名稱包括：無印少年（唱片公司覺得他們的形象帶點日本無印良品的味道）、Zoom（由陳欣健所改）、愛平方（在台灣使用，寓意兩把聲音兩份愛）、GT二崇唱（在台灣使用，GT代表基和德，即二人的名字。「崇」與「重」同音）。此後的另一個組合名稱「基會難德」卻出乎意料地開始被香港人接受，多了些人記得「基會難德」是指他們。

## 個人生活
張崇基已婚。2012年6月11日，其妻子為他誕下兒子張朗翹（Kristopher）。而在運動方面，張崇基是香港滑水代表隊成員，2008年跟張栢芝胞弟張豪龍及許中信在大埔三門仔創辦香港滑水學校。

## 演唱會
| 日期                        | 演唱會名稱                                 | 場數 | 地點                             |
| 2002年7月27-28日            | 二人之重唱2002                             | 2    | 伊利沙伯體育館                   |
| 2003年12月12-15日           | 二人之重唱2003                             | 4    | 伊利沙伯體育館                   |
| 2005年9月11日               | 基會難德                                   | 1    | 香港體育館                       |
| 2006年12月22-26日           | 2ssential                                  | 5    | 伊利沙伯體育館                   |
| 2009年4月12日-13日          | 基會難德Take it easy                       | 2    | 香港體育館                       |
| 2011年8月12-14日            | 基會難德Sing it up世界巡迴演唱會（香港站） | 3    | 九龍灣國際展貿中心 匯星Star Hall |
| 2012年3月30日               | 基會難德Sing it up世界巡迴演唱會（悉尼站） | 1    | 悉尼市政廳                       |
| 2013年10月20日              | 「基會難德」20周年慈善演唱會               | 2    | 伊利沙伯體育館                   |
| 2015年10月17-18日           | 基會難德演唱會2015                         | 2    | 伊利沙伯體育館                   |
| 2018年11月23-24日           | 基會難德 新．生．日                        | 2    | 伊利沙伯體育館                   |
| 2021年12月31日-2022年1月1日 | 最後的基會難德                             | 2    | 伊利沙伯體育館                   |

## 音樂作品

### 專輯
| - 1994年8月18日：《新.生.日》 - 1995年：《活出我夢兒》 - 1997年：《愛很久》（國語） - 1998年：《共犯》（國語） - 2001年：《二人之重唱》 - 2002年：《二人之重唱II》 | - 2003年：《二人之重唱III》 - 2005年：《機會難得》 - 2007年：《Duets V》（英語） - 2009年：《Take It Easy（新曲+精選）》 - 2011年：《Sing it Up》（EP） - 2015年：《基會難德 Party Time 二人の創作》（EP） - 2019年：《我的八十年代廣東歌》 |

### 作曲
- 1996年《驚天動地》，鄭秀文主唱
- 1998年《留言信箱》，郭富城主唱
- 1998年《只愛妳》，郭富城主唱
- 2001年《吉星高照》- 亞洲電視劇集《雍正紅人》主題曲，田蕊妮、杜挺豪合唱
- 2004年《孤星》，亞洲電視劇集《我和殭屍有個約會III 永恆國度》插曲, 陳啟泰主唱

### 兒歌
- 1994年：日本動畫龍珠香港版主題曲 - 《龍珠94》（與張祟德合唱）
- 1994年：《想你聽我唱》（與張祟德合唱）
- 1994年：《十年前沖過一次涼》（與張祟德合唱）
- 1995年：《齊來唱新歌》（與張祟德合唱）
- 1995年：日本動畫元氣爆發香港版片頭曲 - 《元氣小子》（與張祟德合唱）
- 2002年：日本特攝幪面超人古迦香港版片頭曲 - 《烈火戰士古迦》

### 其他歌曲
- 2015年：《想搭很難》（與張崇德合唱、毛記電視）

## 獎項

### 1994年
- 香港電台 十大中文金曲──最有前途新人獎組合 銀獎
- 商業電台 叱咤樂壇流行榜──叱咤樂壇生力軍組合 銅獎
- 新城電台 新城勁爆頒獎禮──香港勁爆新登場樂隊  銀獎
- 無綫電視 兒歌金曲頒獎典禮──十大兒歌金曲《想你聽我唱》

### 1995年
- 無綫電視 兒歌金曲頒獎典禮──十大兒歌金曲《齊來唱新歌》

### 2016年
- 毛記電視 第一屆十大勁曲金曲分獎典禮──十大勁曲金曲 第六位 《想搭很難》

## 演出作品

### 電影
- 1994年：《緣份新天空》
- 1994年：《男兒當入樽》
- 1995年：《真相》
- 1998年：《心思思》
- 2001年：《極度智能》飾 受傷後文仔
- 2001年：《九龍冰室》飾 金鷹

### 電視劇
- 1996年：《五個醒覺的少年》飾 大飛

### 主持節目
- 1999年─2000年：影音使團《神光2000》

### 綜藝節目
- 1996年：超級無敵獎門人（第26集）
- 2009年：今日VIP（第33集）
- 2013年：超級無敵獎門人 終極篇（第19集）
- 2014年：香港同胞慶祝中華人民共和國成立六十五週年文藝晚會
- 2015年：Sunday靚聲王（第21、28集）
- 2015年：兄弟幫（第1466、1467集）
- 2016年：夜宵磨
- 2017年：流行經典50強

### 舞台劇
- 2017年9月15日至 17日 原創大型音樂劇《馬丁路德》
- 2020年3月20日至 22日「國王與我」大型合家歡音樂劇
- 2021年10月9日至 10日「國王與我」童話音樂劇

### 網上主持節目
- 2000年：《很德基音樂套餐》

### 電台主持節目

#### DBC數碼電台
- 2014年：《繾綣星光下》
- 2014年：《說得出的慢活》
- 2014年：《愛唱才會贏》

#### 加拿大中文電台 Fairchild Radio AM1430
- 2021年：崇尚音樂邦 Sing Along

### 廣告代言
- 2015年：速食逆襲（麵食）

## 外部連結
- 張崇基的新浪微博
- 張崇基、張崇德的Facebook專頁
- 張崇基的Instagram帳戶
- MMP導師簡介 （页面存档备份，存于）
- 張崇基滑水教練Profile （页面存档备份，存于）
- 張崇基、張崇德App （页面存档备份，存于）